# Кларк (хребет)
Хребе́т Кларк (англ. Clark Range) — гірський хребет у Національному парку Йосеміті, США, який тягнеться з півночі на південь від Кварцитового піку до гори Потрійного вододілу. Є частиною гірського масиву Сьєрра-Невади.
Гірський ланцюг названий за назвою найвищої гори ланцюга, гори Кларк, яка, у свою чергу, названа за іменем Галена Кларка.